# David Riccio
David Riccio, także: Rizzio (ur. ok. 1533 w Turynie, zm. 9 marca 1566 w Pałacu Holyrood) – nadworny śpiewak na dworze Marii Stuart, jej faworyt, a później osobisty sekretarz.

## Życiorys
Początkowo był sekretarzem biskupa Turynu. Przybył do Szkocji w 1561 r., gdzie udało mu się trafić na dwór królowej i zrobić błyskawiczną karierę i zgromadzić wiele pieniędzy. Zaprzyjaźnił się z hrabią Darnleyem i popierał Marię w jej planach wyjścia za mąż za niego. Ale po mariażu relacje Riccia z mężem Marii uległy zmianie, gdy wrogowie sekretarza wmówili Darnleyowi, że Włoch romansuje z królową. Dodatkowo szkoccy możnowładcy uważali, że Riccio niekorzystnie wpływa na politykę kraju.
Nocą 9 marca 1566 r. lord Darnley usiłował dokonać zamachu stanu. David Riccio został zasztyletowany przez zamachowców pod wodzą lorda Ruthvena pod drzwiami apartamentu Marii w Pałacu Holyrood na oczach królowej. Maria Stuart zdołała jednak przekonać męża do zdrady swoich kompanów i uciec.

## Riccio w filmach
| Aktor             | Wersja                   |
| ----------------- | ------------------------ |
| Tadeusz Pasternak | Proch, zdrada i spisek   |
| Ian Holm          | Maria, królowa Szkotów   |
| Andrew Shaver     | Nastoletnia Maria Stuart |